# Zgrupowanie nr 1 Okręgu Wilno Armii Krajowej
Zgrupowanie nr 1 Okręgu Armii Krajowej Wilno – oddziały bojowe Wileńskiego Okręgu Armii Krajowej. 
Jego żołnierze brali udział w działaniach zbrojnych operacji Ostra Brama na terenie Wilna.

## Formowanie i zmiany organizacyjne
W końcu kwietnia 1944 na podstawie rozkazu organizacyjnego Komendy Okręgu „Wiano” utworzono na terenie inspektoratów A, BC i F Zgrupowania Armii Krajowej Okręgu Wileńskiego. Dowódcą Zgrupowania nr 1 na terenie inspektoratu A został mjr dypl. Antoni Olechnowicz ps. „Pohorecki”.
W myśl rozkazu operacyjnego nr 1 wydanego w dniu 26 czerwca przez Komendanta Okręgu, Zgrupowanie AK nr 1 przekształciło się w Zgrupowanie Bojowe nr 1 „Wschód". Z jego „starego” składu pozostała 3 Brygada i OO 1. Jej nowy skład  uzupełniony został 8. i 13 Brygadą ze Zgrupowania AK nr 3 oraz III/77 pp i V/77 pp z Okręgu Nowogródzkiego. 
Po południu 7 lipca, dowódca zgrupowania wydał rozkaz rozwiązania oddziałów i przejścia do konspiracji. Wykonała go początkowo 8 Brygada oraz, w późniejszym czasie także 7 Brygada i OP „Gozdawy”. Komendant Okręgu „Wilk” uznał rozkaz za nieuzasadniony, a mjr „Pohorecki” został pozbawiony funkcji dowódcy. Nowym dowódcą zgrupowania został mjr Aleksander Wasilewski „Olesiński”. 
Pomiędzy 7 a 17 lipca nastąpił powrót do pierwotnego składu Zgrupowania AK. Do 3 Brygady i OO 1 dołączyła reaktywowana 7 Brygada (wraz z wchłoniętym oddziałem „Gozdawy”) oraz nowo powstała w lipcu 2 Brygada i OR 1. 18 lipca wszystkie oddziały zgrupowania zostały rozbrojone przez sowietów.

## Działania w operacji Ostra Brama
Na początku lipca w skład zgrupowania wchodziły następujące bygady: 3, 5, 7 i nowo powstała 2 Brygada.
Brygada „Szczerbca” przebywała w Onżadowie, 5 Brygada „Łupaszki” odpoczywała w okolicach jezior Sużańskich, a jej trzeci szwadron stacjonował w Mejrańcach. 7 Brygada „Wilhelma” przebywała w okolicach Puszczy Rudnickiej.
Jeszcze 26 czerwca mjr dypl. Teodor Cetys „Sław” i ppłk Zygmunt Blumski „Strychański” przedstawili do zatwierdzenia ppłk. „Wilkowi” plan akcji na Wilno. Rozkaz operacyjny nr 1 „Ostra Brama” zawierał ogólne wytyczne walki o miasto i wycinkowe rozkazy dla oddziałów partyzanckich. Planowano między innymi utworzenie Zgrupowania Bojowego nr 1 „Wschód” pod dowództwem mjr. A. Olechnowicza „Pohoreckiego”. Składać się ono miało z 3, 8 i 13 brygad oraz III/77 pp) i V batalionu kpt. „Sztremera”.

## Skład i obsada personalna
Dowództwo:
- dowódca – mjr dypl. Antoni Olechnowicz ps. „Pohorecki”
- szef sztabu – kpt. Aleksander Wasilewski ps. „Olesiński”
- adiutant – ppor. „Jerzy”
- oficer operacyjny – por. Jan Urbanowicz ps. „Ryszard”
- oficer informacyjny – ppor. Wacław Walicki ps. „Poręba”
- kwatermistrz – por. Wacław Sawicz ps. „Emil”
- oficer łączności – kpt. Kornel Lewandowski ps. „Tokarczyk”
- lekarz – dr Teresa Filipowicz-Iwanowska ps. „Teresa”

Oddziały:
- 2 Wileńska Brygada Armii Krajowej – por. Wiktor Korycki ps. „Kaziuk”
- 3 Wileńska Brygada Armii Krajowej – kpt. Gracjan Fróg ps. „Szczerbiec”
- 5 Wileńska Brygada Armii Krajowej – mjr Zygmunt Szendzielarz ps. „Łupaszka”
- 7 Wileńska Brygada Armii Krajowej – por. Wilhelm Tupikowski ps. „Wilhelm”
- Brygada Partyzancka „Gozdawy” – por. Jerzy Rożałowski ps. „Gozdawa”, stan 200–300
- Oddział Rozpoznawczy – dowódca por. Zygmunt Gebert-Błażejewski ps. „Grom”, stan 100 (powstał na początku lipca)
- Oddział Osłonowy – dowódca por. Józef Ditmejer ps. „Wilczur”; stan 180

Skład Zgrupowania Bojowego nr 1 „Wschód"
- 3 Brygada
- Oddział osłonowy nr 1
- 8 Oszmiańska Brygada Armii Krajowej
- 13 Mołodeczańska Brygada Armii Krajowej
- III/77 pułku piechoty
- V/77 pułku piechoty